# Greenburn Reservoir
Das Greenburn Reservoir (auch Greenburn Tarn oder Greenburn Beck Tarn genannt) ist ein See im Lake District, Cumbria, England. Zwischen 1847 und 1864 wurde eine sechs Meter hohe Staumauer aus Torf und Lehm mit einer äußeren Hülle aus Stein gebaut, durch die der natürliche Greenburn Tarn aufgestaut wurde. Der Stausee (engl. Reservoir) sollte die Wasserversorgung und den Betrieb von Maschinen in der unweit östlich des Sees gelegenen Greenburn Mine gewährleisten.
Der Damm brach im Winter 1979/80 und wurde teilweise weggespült, was den Wasserspiegel des Sees um 1,5 m senkte.
Der Greenburn Beck bildet den einzigen Zufluss sowie den Abfluss des Sees.